# Adolphus Hotel
Das Adolphus Hotel (verkürzend häufig The Adolphus) ist ein Stadthotel der oberen Kategorie in der texanischen Stadt Dallas. Es wurde 1912 an der Main Street in der Downtown von Dallas eröffnet und war für mehrere Jahre das höchste Gebäude im Bundesstaat Texas.
Das Gebäude ist sowohl Denkmal im National Register of Historic Places ein als auch ein Recorded Texas Historic Landmark und ein Dallas Landmark (seit 30. September 1987).